# 윈나잉소
윈나잉소(ဝင်းနိုင်စို, 1993년 10월 24일~)는 미얀마의 축구 선수로, 포지션은 공격수이다. 현재 미얀마 내셔널리그의 야다나본 FC 소속이다.

## 수상

### 클럽
야다나본
- * 미얀마 내셔널리그 (2) : 2014, 2016

### 개인
- 미얀마 내셔널리그 득점왕: 2016, 2019
- 아웅산 실드 득점왕: 2016